# Рогізна (Сквирська міська громада)
Рогі́зна — село у  Сквирській міській громаді Білоцерківського району (до 2020 року входило до Сквирського району), Київської області, Україна. Чисельність населення становить 563 особи. Відстань до центру громади — 18 км, до столиці України — 96 км.
Має 2 підпорядковані хутори — Дунайку і Краснянку.
Лежить на струмку з каскадом ставків, який місцеві мешканці звуть — Квоса.
Деякі джерела початку XX століття подають назву як Рогозянка.
Рогізна — одне з тих сіл, які найбільше зазнали втрат від Голодомору 1932–1933 років. Задокументована смерть 539 людей. Їхні прізвища зазначені у Національній книзі пам'яті жертв Голодомору.

## Історія села
Село згадане в «Сказаннях про населені місцевості Київської губернії», що видані в 1864 році Лаврентієм Похилевичем під іменем Рогозянка:

Рогозянка — село при безіменному струмку, який впадає біля Буків у Роставицю. Мешканців православних - 897, римських католиків - 89, євреїв - 20. Ще наприкінці минулого століття (18 століття) це було невелике село, яке причислялося до села Чубинці. У 1814 році Рогозянку з публічних торгів купили брати Петро і Федір Дунаєвські. Синові першого Бенедиктові зараз належить лише невелика частина села. Решта частин села в 1824 році через борги Дунаєвських були розділені між кредиторами. Церква в селі дерев’яна на честь Зачаття святої Анни, побудована в 1803 році. До її побудови мешканці Рогозянки причислялися приходом до Чубинецької церкви. Церква за штатом належить до 5-го класу. До неї причислені село Краснянка чи («чи» вжито помилково; треба читати «та») Дунайка, яка лежить за 2 версти на північ на тому ж струмку, який тече через Рогозянку. Мешканців (у Дунайці) 226, землі 285 десятин. Належить Кречковським. Село лежить на з’єднанні багатьох доріг від різних місць Васильківського і Сквирського повітів, які в ньому з’єднуються.
У червні  — вересні 1872 року у селі вирувала епідемія холери.

## Церква
Церква Зачаття святої Анни у Рогізній була започаткована наприкінці XVIII століття (священник Ігнатій Василієв Бутовський, дяк Іоанн Остапов Майгродцький) — відомі метрична книга та сповідний розпис від 1799 року.
У другій половині XIX століття при церкві діяла церковнопарафіяльна школа. У ній учителювали Іван Яковлев Гвоздієвський (1873), Кирило Григорієв Бінецький (1874), Симеон Симеонов Слодкевич (1878).

## Голодомор 1932—1933 років
З витягу Національної книги пам'яті: Навесні 1932 року переважна більшість господарств регіону не мала достатньої кількості посівного матеріалу у зв'язку з тим, що для виконання надмірних планів хлібозаготівель забиралося навіть посівне зерно. Так. за станом на 9 березня 1932 року жоден колгосп не мав потрібної кількості насіння, а в окремих селах його було вкрай обмаль: у Шамраївці — 5%, Шапіївці — 26, Дулицькому — 27. На 20 березня 1932 року район виконав план засипки насіння всього на 55 відсотків. За станом на 10 травня план сівби зернових по району було виконано лише на 37%, а цукрових буряків — на 16,9%.
Все це вплинуло на те, що урожай 1932 року був нижчим за попередні роки. Але його цілком вистачило б, аби держава знову не довела до сіл явно нереальні, завищені плани хлібозаготівель. Для їх виконання спочатку вивезли все зерно, навіть посівне і фуражне, з колгоспів, а потім почали відбирати у всіх без розбору селян. Разом із зерном місцеві активісти відбирали або знищували всі продукти харчування.
Після цього почався страшний голод. Він охопив усі села району. Найбільше постраждали Каленна (померло 937 людей), Великополовецьке — 922, Рогізна — 539. Пустоварівка — 520, Горобіївка — 448, Мовчанівка — 495.
Масштаби Голодомору в районі засвідчує «Записка по прямому проводу Київського обласного відділу ДПУ голові ДПУ України про кількість голодуючих на Сквирщині за станом на 1 березня 1933 року».
У 48 населених пунктах було голодуючих дорослих — 8129, дітей — 7155. хворих — 180, опухлих — 561, померлих 802, випадків людоїдства — 1, випадків трупоїдства — 3. Цифри теж явно занижені, але й вони дають уявлення про жахливу картину голоду.
Під час примусової колективізації в селі Рогізна було розкуркулено 3 родини. Виконавцями політики Голодомору були Довбешко Яків, Довбешко Федір, Білецький Кузьма, Музиченко Петро.
Загальна кількість померлих від голоду по с. Рогізна — 539 осіб, з них встановлено прізвища 486 осіб, як, поховані на сільському кладовищі, де у 1985 році зведено пам'ятний знак.
Мартиролог жителів села Рогізна — жертв Голодомору 1932-33 років укладений за свідченнями Мар'янської К. П., 1918 р.н.; Дідківської Л. М., 1913 р.н.; записаними у 2007 р. Ткачук В. В., бібліотекарем Рогізнянської сільської бібліотеки-філіалу; Мельник Н. П., головою Рогізнянської сільської ради; Гуменюк Л. В., секретарем рогізнянської сільради.

## Цікаві факти
Неподалік, між Рогізною і хутором Дунайка розташований фрагмент Змієвих валів[джерело?]. Не ідентифікуються на місцевості, але виявлені з супутникових мап як пряма смуга світлого ґрунту, яка перетинає дорогу між селами по діагоналі. Збігається з давніми мапами можливого розташування таких валів.

## Населення

### Мова
Розподіл населення за рідною мовою за даними перепису 2001 року:
| Мова       | Кількість | Відсоток |
| ---------- | --------- | -------- |
| українська | 560       | 99.47%   |
| російська  | 3         | 0.53%    |
| Усього     | 563       | 100%     |

## Пов'язані особи
- Стемпієвський Симеон Филипов (середина XIX століття) — іконописець, мешканець села Рогізного[8].